# Васькино (усадьба)
Васькино — усадьба, расположенная в посëлке Васькино Чеховского района Московской области.

## История
Село Васькино известно с XVII века, тогда оно было вотчиной М. Т. Лихачёва. Владел усадьбой с 1689 по 1705 годы, в 1700 году основал каменный храм Рождества Богородицы с приделами Воскрешения Лазаря и Никиты Столпника. В 1708 году вдова Лихачëва продала село князю М. П. Гагарину. В разное время имением владели А. И. Головин, в 1721 году его сын Н. А. Головин, после его смерти в 1731 году вдова А. И. Головина. С 1770-1785 годы селом владел генерал В. И. Измайлов. После С. Е. Кротков. В 1795 году имение приобрёл князь Д. М. Щербатов. В начале XIX века имение выкупили князья Щербатовы. В 1825 году было построено главное здание усадьбы. Усадьба тесно связана с движениями декабристов, многие из них часто приезжали в неё. В имении были И. Д. Якушкин, С. И. Муравьёв-Апостол, и её будущий владелец князь Ф. П. Шаховской. Здесь также часто бывал друг А. С. Пушкина, философ и публицист П. Я. Чаадаев. В XX веке главное здание усадьбы неоднократно подвергалось переделкам. В 1908 году после того, как князь Шаховской разорился имение выкупил племянник поэта А. А. Фета, инженер В. Н. Семенкович. В 1911—1917 годы имением владела купчиха Е. А. Капканчикова. После революции имение было национализировано. В 1929—1933 годах в усадебном доме был расположен интернациональный детский дом.
Из усадебного комплекса сохранились усадебный дом, несколько хозяйственных построек, каретный сарай, и регулярный парк с прудами. В 1969 году в главном здание были деревянные стены заменены на каменные с сохранением прежней планировки. Кирпичный двухэтажный флигель в стиле классицизма, в 1970-е годы был снесëн для постройки на его месте нового санаторного корпуса. Церковь в 1930 году была закрыта и передана под сельский клуб, в 1997 году в храме возобновлено служение. В 2002 году начались работы по реставрации. На сегодняшний день здание усадьбы служит домом отдыха.